# هیتر سیرز
هیتر سیرز (انگلیسی: Heather Sears; ۲۸ سپتامبر ۱۹۳۵ – ۳ ژانویهٔ ۱۹۹۴) یک هنرپیشه اهل بریتانیا بود.
از فیلم‌ها یا برنامه‌های تلویزیونی که وی در آن نقش داشته است می‌توان به فرصتی برای پیشرفت، شبح اپرا و پسران و عشاق اشاره کرد.